# Pleocoma blaisdelli
Pleocoma blaisdelli is een keversoort uit de familie Pleocomidae. De wetenschappelijke naam van de soort is voor het eerst geldig gepubliceerd in 1938 door Linsley.